# الشياطين 2 (فلم)
الشياطين 2 (بالإنجليزية: Demons 2)  (بالإيطالية: Dèmoni 2) هو فيلم رعب إيطالي اُصدِر عام 1986 من إخراج لامبيرتو بافا وإنتاج داريو أرجنتو و هو تتمة لفيلم بافا الشياطين 1985 و من بطولة نانسي بريلي، كورالينا كاتالدي تاسوني و البنت الصغرى لداريو أرجنتو،آسيا أرجينتو. 

عُرف الفيلم أيضاً باسم الشياطين 2: عودة الكابوس.

## الحبكة
يبدأ الفيلم كما لو أن أحداث الجزء الأول حدثت في أرض الواقع، لكن هذا فيلم داخل فيلم يشاهده بعض سكان بناية سكنية شاهقة الارتفاع. تتبع قصة الفيلم بضع مراهقين تجاوزوا داخل مدينة مهجورة نتيجة تفشي المرض. حيث يعثرون على جثة هامدة لشيطان، وعندما يجرح أحد المراهقين يده، تسقط بضع قطرات من الدم صُدفة داخل فم الشيطان معيدة إياه إلى الحياة ويطارد المراهقين محاولاً قتلهم.
في أرض الواقع، سالي داي تصاب بالإحباط عندما لا يحضر صديقها إلى حفل عيد ميلادها السادس عشر وتحبس نفسها في غرفة نومها. بينما يحاول أصدقاؤها الترويح عنها وإقناعها بالعودة إلى الحفلة، تجلس في غرفتها تشاهد جزءً من الفيلم على شاشة التلفاز. في الفيلم الشيطان الذي كان يلاحق المراهقين يعود وفجأة يلاحظ سالي ويتسلق عبر التلفاز مسببا قطع البث وإرعاب سالي التي تحاول الخروج من غرفتها لكن الباب لا يُفتح وو عندما ترى أن لا شيء في الغرفة تعود إلى التلفاز وتضربه وعندما تلتفت تجد الشيطان خلفها ويهاجمها. بعد ذلك تخرج سالي إلى أصدقائها الذين يهتفون لها وتنفخ شموع كعكة عيد الميلاد وبعد ذلك تبدأ سالي بالتحول إلى شيطان وتتحول أظافرها إلى مخالب وأسنانها إلى أنياب حادة وتبدأ بالهجوم على أصدقائها وتحولهم جميعاً إلى وحوش ضارية متعطشة للدماء بإستثناء إثنين، اُوللا و داني اللذان استطاعا الاختباء.
بدأت سالي تنزف دمائها على الأرضية وتتسرب عبر المبنى من خلال السقوف وفي شقق أخرى مما سبَّب قصر الكهرباء وقطع التيار عن البناية بأكملها. في إحدى الشقق، يلعق كلب صاحبة الشقة الدم ويتحول إلى كلب متوحش ويهاجم صاحبته ويقتلها. في شقة أخرى، الصبي تومي الذي تركه والديه بمفرده وخرجا تمكن من تفادي سالي وأصدقاؤها الشياطين الهائجين، لكنه في نهاية المطاف يتعرض للدم الملوث ويصبح وحشًا. يهاجم الصبي الوحشي هانا ، وهي امرأة حامل تنتظر عودة زوجها جورج إلى المنزل. تتمكن هانا من التخلص من الصبي الشيطان، لكن شيطاناً مجنحاً يخرج من جسده ويهاجمها وتحاول حبسه في خزانة الملابس. جورج زوج هانا يعلق في المصعد مع المومس ماري ويجدهم الحارس الأمني ويحاول فتح باب المصعد لإخراجهما وتقتله سالي بخدش عنقه بمخالبها. أثناء محاولة جورج و ماري الهرب من خلال فتحة الخدمة يتحول الحارس الأمني إلى وحش ويمد يده عبر باب المصعد ويصيب ماري التي تتحول لوحش هي الأخرى وتهاجم جورج الذي يتسلق فتحة المصعد ليهرب وتتبعه ماري المتوحشة ويركلها في وجهها ويسقطها إلى حتفها ويصل في الوقت المناسب لإنقاذ هانا ويقتل الشيطان الطائر بمظلة.
و في نفس الوقت، تقوم مجموعة من لاعبي كمال الأجسام يقودهم هانك المدرب الرياضي بتحصين أنفسهم في مرآب السيارات تحت الأرض ومعهم مجموعة من المستأجرين الذين حاولوا تحطيم أبواب المرآب للخروج من البناية بلا نتيجة، لذا يثبتون في أماكنهم ويدافعون عن أنفسهم بالبنادق والأسلحة الارتجالية كزجاجات المولوتوف. لكن في نهاية المطاف تشق الشياطين طريقها إلى الداخل وعلى الرغم أن غير المصابون يفوقون الشياطين عدداً بشكل كبير، إلا أن المصابين يتمكنوا من هزيمتهم بسهولة نسبياً ويتم تحويل بعضهم إلى شياطين وقتل الآخرين.
يبدأ المصابون في شق طريقهم عائدين إلى الأعلى. في محاولة منه لإيقاف الشياطين، جورج يكسر أنابيب الغاز مسببا تسرب الغاز في السلالم ويقذف قداحة نحو الأنابيب عند وصول سالي والمصابين مسبباً انفجار الغاز وقتل جميع المصابين بإستثناء سالي. يبحث هانا وجورج عن مخرج وتوجّها إلى شقة سالي ، ليجدوا اثنان من المحتفلين مختبئين، اُوللا و داني . تشق المجموعة طريقها إلى السطح ولكن تهاجمهم سالي وتصيب اُوللا و داني بالعدوى ويتحولان إلى شياطين ويهاجموا الزوجين مما إضطر جورج إلى التخلص منهما. ينزل جورج و هانا إلى سطح مبنى مجاور، وتتبعهما سالي بنفس الحبل الذي إستخدموه للنزول ويقوم جورج بطعن سالي بواسطة إنبوب وتسقط. يدخل الزوجان إلى صالة تصوير داخل المبنى المجاور وتبدأ هانا بالإحساس بآلام المخاض. تعود سالي من جديد وهذه المرة فاقدة للبصر لا يمكنها الرؤية حيث تسقط وتموت، وبعد أن تلد هانا طفلها. يبدأ جهاز التصوير بالعمل ويعرض سالي على التلفاز وهي تركض نحو الشاشة محاولة القفز من التلفاز، يهرع جورج مسرعا ويحطم جميع شاشات التلفاز ويمنع الشيطان سالي من الخروج إلى الأبد. في النهاية يخرج جورج و هانا حاملين طفلهما المولود حديثا.

## الممثلون
- ديفيد نايت: جورج
- نانسي بريلي: هانا
- كورالينا كاتالدي تاسوني: سالي داي
- بوبي رودس: هانك المدرب الرياضي
- فرجينيا براينت: المومس ماري
- أنيتا بارتولوتشي: صاحبة الكلب
- ماركو فيفيو: تومي
- دافيد ماروتا: تومي الشيطان
- ماريا كيارا ساسو: اُوللا
- داريو كاساليني: داني، صديق اُوللا
- لينو سالمي: الحارس الأمني
- ستيفانو موليناري: شيطان التلفاز
- آسيا أرجنتو : إنكريد هالر

## روابط خارجية
- مقالات تستعمل روابط فنية بلا صلة مع ويكي بيانات